# George Montgomery (attore)
George Montgomery, nato George Montgomery Letz (Brady, 29 agosto 1916 – Rancho Mirage, 12 dicembre 2000), è stato un attore e regista statunitense.

## Biografia
George Montgomery nacque da una coppia di emigrati russi, genitori di quindici figli. Divenuto campione di boxe mentre frequentava l'università nel Montana, Montgomery raggiunse Los Angeles per continuare questa disciplina sportiva sotto la guida dell'ex campione James J. Jeffries. Notato dagli studi cinematografici per il suo bell'aspetto e per il fisico vigoroso, a metà degli anni trenta esordì sul grande schermo partecipando come comparsa e stuntman in vari film western ed azione.
Nel 1939 la 20th Century Fox lo mise sotto contratto per fargli interpretare una lunga serie di personaggi di giovanotti belli e affabili, sebbene un po' privi di carattere, al fianco delle più affascinanti star femminili dell'epoca, come Ginger Rogers in Condannatemi se vi riesce! (1942), Gene Tierney in Ragazza cinese (1942), Maureen O'Hara in I cavalieri azzurri (1942), Betty Grable in L'isola delle sirene (1943).
Arruolato durante la seconda guerra mondiale, Montgomery interruppe la carriera e la riprese al termine del conflitto. Ebbe l'opportunità di interpretare il ruolo del detective privato Philip Marlowe nel noir La moneta insanguinata (1947), ma la sua interpretazione risultò poco convincente, principalmente a causa della sceneggiatura del film che, puntando più sull'intreccio della vicenda che sull'efficacia delle singole scene, non consentì all'attore di rappresentare le sfumature del personaggio. Successivamente gli si presentarono occasioni sempre meno interessanti, prevalentemente in western a basso costo, come Sterminio sul grande sentiero (1950), La vendetta del corsaro (1951), Una pistola che canta (1954), La carica delle mille frecce (1957) e L'uomo della valle (1958).
Durante gli anni cinquanta, dopo aver interpretato una lunga serie di western e pellicole d'avventura, Montgomery passò dietro la macchina da presa per dirigere e produrre robusti film d'azione, come I guerriglieri dell'arcipelago (1961) e Gli ammutinati di Samar (1962), in entrambi i quali fu anche protagonista.
Dal 1943 al 1963, Montgomery fu sposato con la cantante e attrice Dinah Shore, dalla quale ebbe una figlia, Melissa (nata nel 1948), e con la quale nel 1954 adottò il figlio John David, detto "Jody".

## Filmografia parziale

### Cinema
- La via delle stelle (Star Dust), regia di Walter Lang (1940)
- Riders of the Purple Sage, regia di James Tinling (1941)
- Non siamo più bambini (Young People), regia di Allan Dwan (1940)
- Condannatemi se vi riesce! (Roxie Hart), regia di William A. Wellman (1942)
- I cavalieri azzurri (Ten Gentlemen from West Point), regia di Henry Hathaway (1942)
- Voglio essere più amata (Orchestra Wives), regia di Archie Mayo (1942)
- Ragazza cinese (China Girl), regia di Henry Hathaway (1942)
- L'isola delle sirene (Coney Island), regia di Walter Lang (1943)
- Tre ragazze in blu (Three Little Girls in Blue), regia di H. Bruce Humberstone (1946)
- La moneta insanguinata (The Brasher Doubloon), regia di John Brahm (1947)
- Lulù Belle, regia di Leslie Fenton (1948)
- La ragazza di Manhattan (The Girl from Manhattan), regia di Alfred E. Green (1948)
- Pistole puntate (Belle Starr's Daughter), regia di Lesley Selander (1948)
- Rocce rosse (Davy Crockett, Indian Scout), regia di Lew Landers (1950)
- Sfida alla legge (Dakota Lil), regia di Lesley Selander (1950)
- Sterminio sul grande sentiero (The Iroquois Trail), regia di Phil Karlson (1950)
- La spada di Montecristo (The Sword of Monte Cristo), regia di Maurice Geraghty (1951)
- Il sergente Carver (The Texans Rangers), regia di Phil Karlson (1951)
- Contrabbando per l'oriente (Cripple Creek), regia di Ray Nazarro (1952)
- La spia delle giubbe rosse (The Pathfinder), regia di Sidney Salkow (1952)
- Straniero in patria (Jack McCall Desperado), regia di Sidney Salkow (1953)
- Forte T (Fort Ti), regia di William Castle (1953)
- Mani in alto! (Gun Belt), regia di Ray Nazarro (1953)
- La battaglia di Fort River (Battle of Rogue River), regia di William Castle (1954)
- Una pistola che canta (The Lone Gun), regia di Ray Nazarro (1954)
- I giustizieri del Kansas (Masterson of Kansas), regia di William Castle (1954)
- La rivolta dei Seminole (Seminole Uprising), regia di Earl Bellamy (1955)
- La prateria senza legge (Robber's Roost), regia di Sidney Salkow (1955)
- Canyon River, regia di Harmon Jones (1956)
- Huk! Il grido che uccide (Huk!), regia di John Barnwell (1956)
- L'ultimo dei banditi (Last of the Badmen), regia di Paul Landres (1957)
- Duello a Durango (Gun Duel in Durango), regia di Sidney Salkow (1957)
- La carica delle mille frecce (Pawnee), regia di George Waggner (1957)
- Giustizia senza legge (Black Patch), regia di Allen H. Miner (1957)
- La strada dei peccatori (Street of Sinners), regia di William Berke (1957)
- L'uomo della valle (Man from God's Country), regia di Paul Landres (1958)
- I fuorilegge di Tombstone (The Toughest Gun in Tombstone), regia di Earl Bellamy (1958)
- I tre sceriffi (Badman's Country), regia di Fred F. Sears (1958)
- Lo stallone selvaggio (King of the Wild Stallions), regia di R.G. Springsteen (1959)
- Vatussi (Watusi), regia di Kurt Neumann (1959)
- I guerriglieri dell'arcipelago (The Steel Claw), regia di George Montgomery (1961)
- Gli ammutinati di Samar (Samar), regia di George Montgomery (1962)
- La battaglia dei giganti (Battle of the Bulge), regia di Ken Annakin (1965)
- Hallucination Generation, regia di Edward Mann (1966)
- Ore 10,10 attentato (Bomba u 10 i 10), regia di Caslav Damjanovic (1967)
- Agguato nel sole (Hostile Guns), regia di R.G. Springsteen (1967)
- Django killer per onore (El proscrito del río Colorado), regia di Maury Dexter (1969)
- Daredevil - Il corriere della morte (The Daredevil), regia di Robert W. Stringer (1973)

### Televisione
- Stage 7 – serie TV, episodio 1x20 (1955)
- General Electric Theater – serie TV, episodi 3x19-6x03 (1955-1957)
- Screen Directors Playhouse – serie TV, episodio 1x24 (1956)
- Hawaiian Eye – serie TV, episodio 4x17 (1963)
- Bonanza – serie TV, episodio 7x21 (1966)
- Le spie (I Spy) – serie TV, episodio 1x23 (1966)

## Doppiatori italiani
- Emilio Cigoli in Forte T, I giustizieri del Kansas, L'ultimo dei banditi, La strada dei peccatori, I tre sceriffi
- Giulio Panicali in Rocce rosse, Sterminio sul grande sentiero,  La spia delle giubbe rosse
- Sergio Fantoni in  L'uomo della valle
- Roldano Lupi in La moneta insanguinata
- Gualtiero De Angelis in Una pistola che canta
- Ivo Garrani in Mani in alto!
- Renzo Palmer in La rivolta dei Seminole
- Cesare Barbetti in La battaglia dei giganti
- Adalberto Maria Merli in Django killer per onore
- Nando Gazzolo in La carica delle mille frecce
- Pino Locchi in Agguato nel sole
- Sergio Rossi in Ore 10,10 attentato